# Char B1
El Char B1 fue un tanque pesado (llamado en su época carro de batalla; Char de Bataille) francés utilizado durante la Segunda Guerra Mundial.

## Historia y desarrollo
A petición de general J. E. Estienne (pionero del arma acorazada francesa) y sobre la base de estudios previos, elaborados por Schneider-Renault, Compagnie des forges et aciéries de la marine et d'Homécourt (FAMH) ,Forges et Chantiers de la Méditerranée (FCM) y Delaunay-Belleville, se desarrolló un nuevo tanque bajo la designación de código de Tractor 30. En 1929-30, tres prototipos fueron construidos por Renault y FCM. En 1926 la Section Technique des Chars decidió tomar la suspensión de FCM y las características mecánicas de Schneider-Renault. La ARL (Atelier de Construction de Rueil) supervisó el diseño. Estos últimos se convirtieron en los primeros designados como Char B. Estos tres prototipos fueron extensamente reelaborados y modificados para pruebas. El Char B1 fue que la versión de producción del Char B iniciada en 1935 y del que solamente se construyeron 35 ejemplares.
El Char B1 era un aparato especializado en penetrar la línea de defensa enemiga. Originalmente pensado como vehículo de artillería autopropulsada con un cañón de 75 mm en el casco; luego se agregó una torreta con un cañón de 47 mm para permitirle operar como tanque y equipar a las divisiones acorazadas del arma de infantería. Su desarrollo, iniciado en la década de 1920, fue repetidamente demorado, dando como resultado un vehículo que era tecnológicamente complejo y costoso, además de obsoleto cuando en 1937 empezó la producción en masa de su versión mejorada, el Char B1 bis. De su segunda versión modernizada, el Char B1 ter, solo se fabricaron dos prototipos. Estando entre los tanques más protegidos y mejor armados de su tiempo, fue muy efectivo en las confrontaciones directas contra los tanques alemanes en 1940, durante la Batalla de Francia, pero su baja velocidad y elevado consumo de combustible lo hacían poco apropiado para la guerra de movimiento que se estaba luchando. Tras la derrota de Francia, algunos Char B1 bis fueron usados por los alemanes como tanques lanzallamas designandolos PzKpfw B2 (F) después de suprimir el cañón de 75 mm se instaló un Flammenwerfer-Spritzköpf (cabezal rociador del lanzallamas) y también como artillería autopropulsada.
El ejército alemán prefirió los Char B franceses capturados, modificandolos con nuevos cañones autopropulsados 1942 (Frente del Este). El nombre rebautizado por ejército alemán fue: 10.5 cm lefh18/3 (sf) auf geschützwagen B2(f)(con cañón autopropulsado). Asimismo el ejército alemán le denominó Panzerkampfwagen B2 740(f) o también Pz.Kpfw. B2 740(f). La "f" fue designada en virtud a la procedencia del Tanque: Francia.
De manera simbólica la resistencia francesa y el ejército francés de Francia Libre en agosto de 1944 durante la Liberación de París, capturó algunos Panzerkampfwagen B2 740(f)  devolviéndoles los emblemas originales en honor y orgullo del pueblo francés.

## Función táctica
La apariencia del Char B1 refleja el hecho de que el desarrollo del vehículo comenzó en la década de 1920. Como el primer tanque, el Mark I británico, tenía grandes orugas alrededor del casco entero y grandes planchas de blindaje protegiendo la suspensión. Esta configuración se debía, en parte, a que el Char B1 era un arma especializada para la ofensiva, un tanque pensado para abrir una brecha en la línea de defensa enemiga, por lo que debía ser muy apto para cruzar trincheras. El ejército francés pensaba que expulsar a un enemigo de un sector clave decidiría una campaña, y se enorgullecía de ser el único ejército con un número importante de tanques pesados bien protegidos. La fase de explotación del éxito era vista como una cuestión secundaría y se esperaba que se llevara a cabo mediante movimientos controlados y metódicos para asegurar la superioridad numérica. Por esto para los tanques pesados la movilidad era una cuestión secundaria. Aunque el Char B1 tenía (para la época en que se concibió) una buena velocidad, no se hicieron esfuerzos serios para mejorarla, incluso tras la aparición de tanques mucho más rápidos.
Más importante que las limitaciones del tanque en cuanto a movilidad táctica era su pobre movilidad estratégica. Su baja autonomía práctica implicaba la necesidad de repostar combustible muy frecuentemente, restringiendo sus capacidades operativas. Esto llevó a que las divisiones acorazadas de la infantería (Divisions Cuirassées de Réserve) fueran, a pesar de su nombre, no muy efectivas como reserva móvil, por su falta de flexibilidad estratégica. No fueron originalmente formadas para cumplir tal cometido, como lo evidencian su pequeña artillería orgánica y componentes de infantería.

### La torreta de un solo hombre

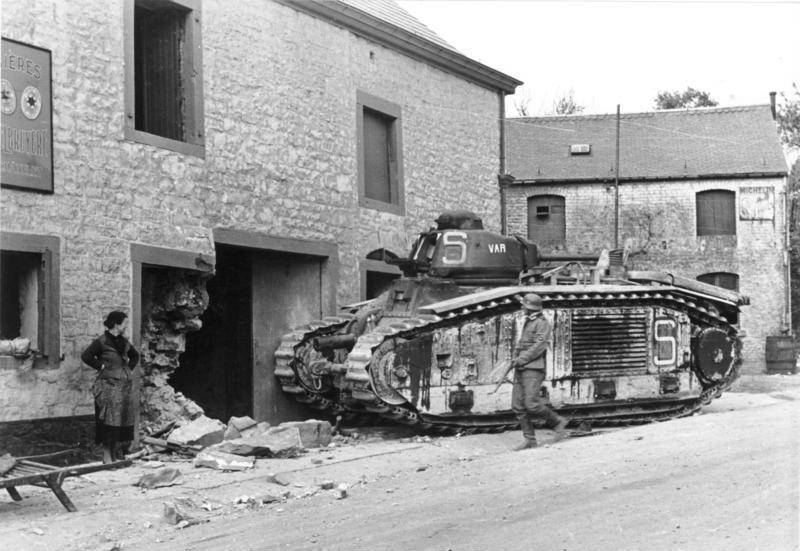
Un Char B1 bis (el # 323), destruido en Bélgica.

Otra similitud con el Mark I británico está en la especificación original de crear una pieza de artillería autopropulsada capaz de destruir infantería y artillería. El arma principal del tanque era su obús de 75 mm, y el diseño del vehículo estaba pensado para hacer a esta arma lo más efectiva posible. Cuando a principios de la década de 1930 se hizo evidente que el Char B1 debería también enfrentarse a los contraataques de tanques enemigos, ya era demasiado tarde para rediseñar todo el tanque. La solución fue instalar una torreta estándar APX-1 (como la que equipaba al tanque Char B1). Como la mayoría de los tanques franceses del periodo (a excepción del AMC-34 y el AMC 35) el Char B tenía, entonces, una pequeña torreta de un hombre. Esto es visto hoy como uno de sus principales defectos. El comandante, único hombre en la torreta, no solo debía dirigir a la tripulación, sino también apuntar y cargar el cañón de 47 mm. Además, si era jefe de una unidad de tanques, debía, a su vez, comandar a otros tanques. Así, el comandante en su torreta debía realizar las tareas que en otros tanques estarían repartidas entre tres hombres.
Si las cuestiones hasta aquí mencionadas hacían al Char B1 menos formidable en el combate real es tema de debate. En 1940, la gran mayoría de las bajas en combate de Char B1 fueron causadas por artillería y cañones antitanque alemanes. En los enfrentamientos directos con tanques alemanes, el Char B1 por lo general tenía ventaja, a veces tan espectaculares como cuando el 10 de junio un solo tanque, apodado "Eure", atacó frontalmente y en unos pocos minutos destruyó trece tanques que preparaban una emboscada en Stonne, todos ellos Panzer III y IV. Ese tanque sobrevivió al combate, a pesar de recibir 140 impactos. Asimismo, en su libro "Erinnerungen eines Soldaten" (Memorias de un Soldado, en alemán), Heinz Guderian describe el siguiente incidente, que tuvo lugar durante una batalla de tanques al sur de Juniville: Estando desarrollándose el combate traté, en vano de destruir un Char B con un cañón antitanque capturado de 47 mm; todos los proyectiles que le disparé simplemente rebotaron inofensivamente contra su grueso blindaje. Nuestros cañones de 37 y 20 mm eran igualmente inefectivos contra este adversario. Como resultado de esto, inevitablemente sufrimos bajas tristemente cuantiosas.
La cuestión se complica más si consideramos que el Char B1 no era un tanque francés muy típico: tenía 2 cañones y radio. Otra desventaja del diseño de torretas francés era que no tenían escotilla en el techo, de manera que el comandante tenía que combatir sin asomarse, reduciendo drásticamente su conciencia situacional. Los franceses preferían torretas pequeñas a pesar de sus limitaciones, ya que permitían producir vehículos muchos más reducidos y, por ende, baratos. Aunque los gastos en tanques de Francia eran relativamente mayores que los de Alemania, Francia simplemente carecía de la capacidad de producción para construir una cantidad suficiente de tanques todavía más pesados. El Char B1 era ya lo suficientemente costoso, representando la mitad del presupuesto para tanques de infantería. Se puede decir, entonces, que la torre de un solo hombre refleja el diseño y limitaciones de la producción francesa.